# Gesher (1996)
Ne doit pas être confondu avec Gesher (2018).
Gesher (en hébreu : גֶּשֶׁר qui signifie Pont) est un parti politique israélien créé en 1996 par le ministre du Likoud David Lévy, d'origine marocaine (il est né en 1937 à Rabat et a immigré en Israël en 1957).
Il s'agissait soit d'un parti ethnique sépharade, soit d'un « parti personnel » destiné à promouvoir la candidature de David Lévy, par le biais de campagnes électorales. Gesher n'a jamais présenté seul de liste aux élections parlementaires.
En 1996, alors qu'il vient de faire scission d'avec le Likoud, celui-ci accepte de former une liste unitaire tant avec le Gesher (centriste) qu'avec le parti d'extrême droite Tsomet, ce qui permet à David Lévy d'obtenir la deuxième place sur la liste unifiée.
Aux élections suivantes en 1999, le Gesher s'allie au Parti travailliste et au parti religieux modéré Meimad sur la liste « Un Israël ».
En 2000, David Lévy quitte cette coalition de centre gauche et un an plus tard, il soutient la candidature d'Ariel Sharon au poste de Premier ministre. En fin de compte, il retourne au Likoud en 2003 après l'invalidation pour fraude électorale de la liste du Gesher.
En décembre 2018, Orly Levy, la fille de David Levy, fonde un parti du même nom.